# Thesium ecklonianum
Thesium ecklonianum är en sandelträdsväxtart som beskrevs av Otto Wilhelm Sonder. Thesium ecklonianum ingår i släktet spindelörter, och familjen sandelträdsväxter. Inga underarter finns listade i Catalogue of Life.